# Poldovka
Poldovka (německy Leopoldsdorf) je osada, část obce Volfířov v okrese Jindřichův Hradec v Jihočeském kraji. Žije zde 2 obyvatel.

## Poloha
Nachází se zhruba 1,5 kilometru severně od Velké Lhoty na svahu hory Hradiska.

## Historie
Osada byla založena v roce 1798 na místě zrušeného dvora a byla nazvána podle hraběte Leopolda Franze Podstatského-Lichtenštejna. Osadníci usazení na dominikálních pozemcích obdrželi každý přes 12 měř. polí, louky a pastviny nebyly rozděleny. Prvních 12 osadníků přišlo z okolních vesnic, 3 rodiny se usadily ve zrušeném dvoře, dalších 9 si postavilo domky. Obyvatelstvo bylo evangelického vyznání.

## Obyvatelstvo
| Rok            | 1869 | 1880 | 1890 | 1900 | 1910 | 1921 | 1930 | 1950 | 1961 | 1970 | 1980 | 1991 | 2001 | 2011 | 2021 |
| -------------- | ---- | ---- | ---- | ---- | ---- | ---- | ---- | ---- | ---- | ---- | ---- | ---- | ---- | ---- | ---- |
| Počet obyvatel | 71   | 56   | 74   | 66   | 63   | 57   | 38   | 34   | 31   | 14   | 10   | 4    | 3    | 7    | 2    |
| Počet domů     | 12   | 13   | 13   | 13   | 12   | 12   | 12   | 11   | 8    | 8    | 7    | 8    | 11   | 11   | 11   |

## Obecní správa
Při sčítání lidu v letech 1850–1976 Poldovka byla osadou obce Velká Lhota, se kterým patřila nejprve do okresu Dačice, ale od roku 1960 v okrese Jindřichův Hradec. Od 30. dubna 1976 je částí obce Volfířov v okrese Jindřichův Hradec.